# Olympische Sommerspiele 1972/Radsport – Tandem (Männer)
Das Tandem-Rennen der Männer über 2000 Meter bei den Olympischen Spielen 1972 in München fand vom 3. bis 4. September statt. Es gingen 14 Paare an den Start. Olympiasieger wurden Wladimir Semenez und Igor Zelowalnikow aus der Sowjetunion, Silber sicherte sich das Duo Jürgen Geschke und Werner Otto aus der DDR und Bronze ging an Andrzej Bek und Benedykt Kocot aus Polen.

## Ergebnisse

### Erste Runde
| Lauf | Athleten                             | Nation             | Zeit    | Qualifikation |
| ---- | ------------------------------------ | ------------------ | ------- | ------------- |
| 1    | Jürgen Geschke / Werner Otto         | DDR                | 11,66 s | Viertelfinale |
| 1    | Dave Rowe / Geoff Cooke              | Großbritannien     |         | Hoffnungslauf |
| 2    | Jürgen Barth / Rainer Müller         | BR Deutschland     | 11,27 s | Viertelfinale |
| 2    | Manu Snellinx / Noël Soetaert        | Belgien            |         | Hoffnungslauf |
| 3    | Daniel Morelon / Pierre Trentin      | Frankreich         | 10,42 s | Viertelfinale |
| 3    | Yaichi Numata / Yoshikazu Chō        | Japan              |         | Hoffnungslauf |
| 4    | Wladimir Semenez / Igor Zelowalnikow | Sowjetunion        | 10,37 s | Viertelfinale |
| 4    | Jeffrey Spencer / Ralph Therrio      | Vereinigte Staaten |         | Hoffnungslauf |
| 5    | Klaas Balk / Peter van Doorn         | Niederlande        | 10,55 s | Viertelfinale |
| 5    | Jairo Díaz / Rafael Narváez          | Kolumbien          |         | Hoffnungslauf |
| 6    | Andrzej Bek / Benedykt Kocot         | Polen              | 10,56 s | Viertelfinale |
| 6    | Dino Verzini / Giorgio Rossi         | Italien            |         | Hoffnungslauf |
| 7    | Ivan Kučírek / Vladimír Popelka      | Tschechoslowakei   | 10,97 s | Viertelfinale |
| 7    | Honson Chin / Howard Fenton          | Jamaika            |         | Hoffnungslauf |

### Hoffnungslauf
Die drei Sieger der Läufe qualifizierten sich für einen Entscheidungslauf.
| Lauf | Athleten                        | Nation             | Zeit       |
| ---- | ------------------------------- | ------------------ | ---------- |
| 1    | David Rowe / Geoff Cooke        | Großbritannien     | keine Zeit |
| 1    | Yaichi Numata / Yoshikazu Chō   | Japan              |            |
| 2    | Dino Verzini / Giorgio Rossi    | Italien            | 11,20 s    |
| 2    | Honson Chin / Howard Fenton     | Jamaika            |            |
| 3    | Manu Snellinx / Noël Soetaert   | Belgien            | 10,97 s    |
| 3    | Jeffrey Spencer / Ralph Therrio | Vereinigte Staaten |            |
| 3    | Jairo Díaz / Rafael Narváez     | Kolumbien          |            |

#### Entscheidungslauf
| Rang | Athleten                      | Nation         | Zeit    |
| ---- | ----------------------------- | -------------- | ------- |
| 1    | Manu Snellinx / Noël Soetaert | Belgien        | 10,94 s |
| 2    | Dino Verzini / Giorgio Rossi  | Italien        |         |
| 3    | David Rowe / Geoff Cooke      | Großbritannien |         |

### Finalrunde
|  | Viertelfinale          | Viertelfinale          |                   |                        | Halbfinale       | Halbfinale |  |  | Finale | Finale |
|  |                        |                        |                   |                        |                  |            |  |  |        |        |
|  | 3. September           |                        |                   |                        |                  |            |  |  |        |        |
|  | Geschke / Otto         | 2                      |                   |                        |                  |            |  |  |        |        |
|  | Geschke / Otto         | 2                      | 4. September      |                        |                  |            |  |  |        |        |
|  | Snellinx / Soetaert    | 0                      |                   |                        |                  |            |  |  |        |        |
|  | Snellinx / Soetaert    | 0                      | Geschke / Otto    | 2                      |                  |            |  |  |        |        |
|  |                        |                        | Geschke / Otto    | 2                      |                  |            |  |  |        |        |
|  |                        | Bek / Kocot            | 0                 |                        |                  |            |  |  |        |        |
|  | Bek / Kocot            | Bek / Kocot            | 0                 | 2                      |                  |            |  |  |        |        |
|  | Bek / Kocot            |                        |                   | 2                      |                  |            |  |  |        |        |
|  | Barth / Müller         | 0                      |                   | 4. September           | 4. September     |            |  |  |        |        |
|  |                        |                        | Geschke / Otto    | 1                      |                  |            |  |  |        |        |
|  |                        |                        |                   | Semenez / Zelowalnikow | 2                |            |  |  |        |        |
|  | Morelon / Trentin      | 2                      |                   |                        |                  |            |  |  |        |        |
|  | Balk / van Doorn       | 0                      |                   |                        |                  |            |  |  |        |        |
|  | Balk / van Doorn       | 0                      | Morelon / Trentin | 0                      |                  |            |  |  |        |        |
|  |                        |                        | Morelon / Trentin | 0                      | Spiel um Platz 3 |            |  |  |        |        |
|  |                        | Semenez / Zelowalnikow | 2                 |                        |                  |            |  |  |        |        |
|  | Semenez / Zelowalnikow | Semenez / Zelowalnikow | 2                 | 2                      | Bek / Kocot      | 2          |  |  |        |        |
|  | Semenez / Zelowalnikow |                        |                   | 2                      | Bek / Kocot      | 2          |  |  |        |        |
|  | Kucírek / Popelka      | 0                      |                   | Morelon / Trentin      | 0                |            |  |  |        |        |
|  | Kucírek / Popelka      | 0                      |                   |                        | 0                |            |  |  |        |        |
|  |                        |                        |                   |                        |                  |            |  |  |        |        |

### Endergebnis
| Rang | Athleten                             | Nation             |
| ---- | ------------------------------------ | ------------------ |
| 1    | Wladimir Semenez / Igor Zelowalnikow | Sowjetunion        |
| 2    | Jürgen Geschke / Werner Otto         | DDR                |
| 3    | Andrzej Bek / Benedykt Kocot         | Polen              |
| 4    | Daniel Morelon / Pierre Trentin      | Frankreich         |
| 5    | Manu Snellinx / Noël Soetaert        | Belgien            |
| 6    | Jürgen Barth / Rainer Müller         | BR Deutschland     |
| 7    | Klaas Balk / Peter van Doorn         | Niederlande        |
| 8    | Ivan Kučírek / Vladimír Popelka      | Tschechoslowakei   |
| 9    | Dino Verzini / Giorgio Rossi         | Italien            |
| 10   | David Rowe / Geoff Cooke             | Großbritannien     |
| 11   | Honson Chin / Howard Fenton          | Jamaika            |
| 12   | Yaichi Numata / Yoshikazu Chō        | Japan              |
| 13   | Jeffrey Spencer / Ralph Therrio      | Vereinigte Staaten |
| 14   | Jairo Díaz / Rafael Narváez          | Kolumbien          |